# وینکلر ۶۴۷۳
سیارک ۶۴۷۳ (به انگلیسی: 6473 Winkler، نامگذاری:1986GM) شش هزار و چهارصد و هفتاد و سومین سیارک کشف شده‌است که در ۹ آوریل ۱۹۸۶ کشف شد.
قدر مطلق سیارک برابر ۱۲٫۹۰ است.